# 李承晚線
李承晩線（：／、日语：／／）是歷史上中国、日本和韓國有主權爭議水域的分界線，於1952年1月18日設立，時任韓國總統李承晚稱為了宣示海洋主權範圍及保衛當地的水產物，單方面在中日韓三國之間的東海及日本海公海海域上劃定這條界線，並禁止外籍漁船闖入。韓國单方面稱這條線為「和平線」（평화선），而日本方面，則依照訂立界線者而稱之為「李承晚線」。為保障韓國漁民的作業，對於違反禁令的漁船（主要是日本籍漁船），韓國方面會對其捉拿、臨檢、甚至槍擊。直到現在，已經有2791名日本漁民被捕，233隻船被扣留，當中導致5人死亡。日本強烈要求韓國把界線恢復回麥克阿瑟制定的「麦克阿瑟线」，起初為韓國所拒絕，直到1961年才取消。但在李承晚線以內的獨島（竹島）、苏岩礁仍然被韓國管治。

## 參看
- 麦克阿瑟线（朝鲜语：맥아더 라인）
- 獨島
- 對馬島
- 苏岩礁